# أكمية عنقودية
أكمية عنقودية (الاسم العلمي: Aechmea racemosa) هو نوع نباتي يتبع جنس الأكمية من فصيلة البروميلية.